# Guillaume de Bastidos
Guillaume de Bastidos, mort en  1421 (ou 1426) , est un prélat français  du XVe siècle . 

## Biographie
Il est évêque de Vabres probablement de 1413 à 1421. Guillaume de Bastidos ne se trouve mentionné dans aucun autre document que dans une charte de l'abbaye de Nonenque de 1418. Il n'est plus évêque en 1421. L'auteur du calendrier du Rouergue le fait mourir en 1416.